# Seznam dílů seriálu Da Vinciho démoni
Toto je seznam dílů seriálu Da Vinciho démoni.

## Přehled řad
| Řada | Díly | Premiéra v USA  | Premiéra v USA    | Premiéra v ČR    | Premiéra v ČR    |
| Řada | Díly | První díl       | Poslední díl      | První díl        | Poslední díl     |
| ---- | ---- | --------------- | ----------------- | ---------------- | ---------------- |
| 1    | 8    | 12. dubna 2013  | 7. června 2013    | 8. prosince 2014 | 26. ledna 2015   |
| 2    | 10   | 22. března 2014 | 31. května 2014   | 4. května 2015   | 6. července 2015 |
| 3    | 10   | 24. října 2015  | 26. prosince 2015 | nebylo vysíláno  | nebylo vysíláno  |

## Seznam dílů

### První řada (2013)
| Č. v seriálu | Č. v řadě | Původní název  | Český název | Režie              | Scénář                                                          | Premiéra v USA  | Premiéra v ČR     |
| ------------ | --------- | -------------- | ----------- | ------------------ | --------------------------------------------------------------- | --------------- | ----------------- |
| 1            | 1         | The Hanged Man | Viselec     | David S. Goyer     | David S. Goyer                                                  | 12. dubna 2013  | 8. prosince 2014  |
| 2            | 2         | The Serpent    | Had         | David S. Goyer     | David S. Goyer a Scott M. Gimple                                | 19. dubna 2013  | 15. prosince 2014 |
| 3            | 3         | The Prisoner   | Vězeň       | Jamie Payne        | námět: Scott M. Gimple a David S. Goyer scénář: Scott M. Gimple | 26. dubna 2013  | 22. prosince 2014 |
| 4            | 4         | The Magician   | Mág         | Jamie Payne        | David S. Goyer a Jami O'Brien                                   | 3. května 2013  | 29. prosince 2014 |
| 5            | 5         | The Tower      | Věž         | Paul Wilmshurst    | Joe Ahearne                                                     | 10. května 2013 | 5. ledna 2015     |
| 6            | 6         | The Devil      | Ďábel       | Paul Wilmshurst    | Brian Nelson a Marco Ramirez                                    | 17. května 2013 | 12. ledna 2015    |
| 7            | 7         | The Hierophant | Velekněz    | Michael J. Bassett | Sarah Goldfinger a Corey Reed                                   | 31. května 2013 | 19. ledna 2015    |
| 8            | 8         | The Lovers     | Milenci     | Michael J. Bassett | námět: Brian Nelson a Corey Reed scénář: David S. Goyer         | 7. června 2013  | 26. ledna 2015    |

### Druhá řada (2014)
| Č. v seriálu | Č. v řadě | Původní název            | Český název         | Režie             | Scénář                                                                    | Premiéra v USA  | Premiéra v ČR    |
| ------------ | --------- | ------------------------ | ------------------- | ----------------- | ------------------------------------------------------------------------- | --------------- | ---------------- |
| 9            | 1         | The Blood of Man         | Krev na rukou       | Charles Sturridge | David S. Goyer a Corey Reed                                               | 22. března 2014 | 4. května 2015   |
| 10           | 2         | The Blood of Brothers    | Krev bratrů         | Peter Hoar        | Jami O'Brien                                                              | 29. března 2014 | 11. května 2015  |
| 11           | 3         | The Voyage of the Damned | Putování zatracenců | Peter Hoar        | Brian Nelson                                                              | 5. dubna 2014   | 18. května 2015  |
| 12           | 4         | The Ends of the Earth    | Na konec světa      | Charles Sturridge | Marco Ramirez                                                             | 12. dubna 2014  | 25. května 2015  |
| 13           | 5         | The Sun and the Moon     | Slunce a Měsíc      | Jon Jones         | Dan Hess a Corey Reed                                                     | 19. dubna 2014  | 1. června 2015   |
| 14           | 6         | The Rope of the Dead     | V řísi mrtvých      | Jon Jones         | David S. Goyer a Matt Fraction                                            | 26. dubna 2014  | 8. června 2015   |
| 15           | 7         | The Vault of Heaven      | Krypta nebes        | Peter Hoar        | Brian Nelson a Marco Ramirez                                              | 30. května 2014 | 15. června 2015  |
| 16           | 8         | The Fall from Heaven     | Pád z nebes         | Peter Hoar        | Jonathan Hickman a Corey Reed                                             | 10. května 2014 | 22. června 2015  |
| 17           | 9         | The Enemies of Man       | Nepřátelé člověka   | Justin Molotnikov | námět: Allison Moore a Marco Ramirez scénář: Brian Nelson a Marco Ramirez | 17. května 2014 | 29. června 2015  |
| 18           | 10        | The Sins of Daedalus     | Hříchy Daidalovy    | Peter Hoar        | námět: Corey Reed a Marco Ramirez scénář: Brian Nelson a Corey Reed       | 31. května 2014 | 6. července 2015 |

### Třetí řada (2015)
| Č. v seriálu | Č. v řadě | Původní název                 | Český název | Režie        | Scénář                          | Premiéra v USA     | Premiéra v ČR   |
| ------------ | --------- | ----------------------------- | ----------- | ------------ | ------------------------------- | ------------------ | --------------- |
| 19           | 1         | Semper Infidelis              |             | Peter Hoar   | John Shiban                     | 24. října 2015     | nebylo vysíláno |
| 20           | 2         | Abbadon                       |             | Peter Hoar   | Amy Berg                        | 31. října 2015     | nebylo vysíláno |
| 21           | 3         | Modus Operandi                |             | Alex Pillai  | Jesse Alexander                 | 7. listopadu 2015  | nebylo vysíláno |
| 22           | 4         | The Labrys                    |             | Alex Pillai  | Will Pascoe                     | 14. listopadu 2015 | nebylo vysíláno |
| 23           | 5         | Anima Venator                 |             | Mark Everest | Kevin McManus a Matthew McManus | 21. listopadu 2015 | nebylo vysíláno |
| 24           | 6         | Liberum Arbitrium             |             | Mark Everest | Jennifer Yale                   | 28. listopadu 2015 | nebylo vysíláno |
| 25           | 7         | Alis Volat Propriis           |             | Colin Teague | Liz Sagal                       | 5. prosince 2015   | nebylo vysíláno |
| 26           | 8         | La Confessione Della Macchina |             | Colin Teague | Jesse Alexander                 | 12. prosince 2015  | nebylo vysíláno |
| 27           | 9         | Angelus Iratissimus           |             | Peter Hoar   | Amy Berg                        | 19. prosince 2015  | nebylo vysíláno |
| 28           | 10        | Ira Deorum                    |             | Peter Hoar   | John Shiban                     | 26. prosince 2015  | nebylo vysíláno |